# Marabú (África subsahariana)

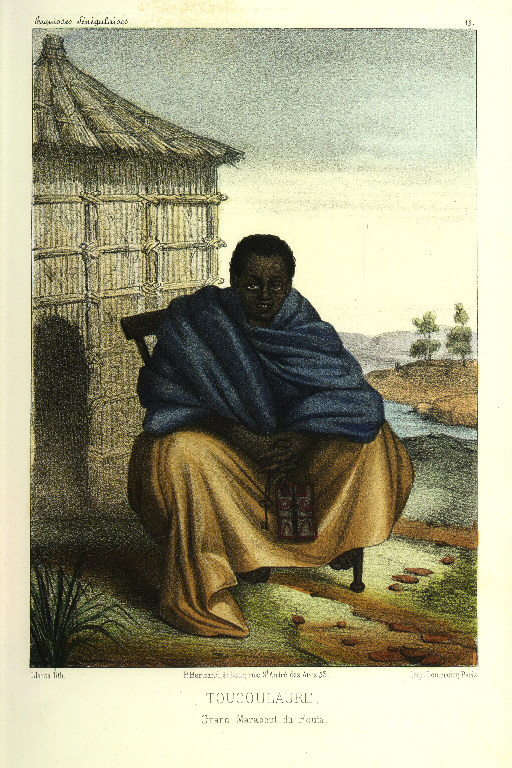
Gran marabú tucolor.

Un marabú (en árabe: مَربوط) (en francés: Marabout) es una figura importante en la sociedad tribal del África occidental. El marabú recibe regalos y quejas de la población local. Los marabús son considerados sabios por su pueblo y tienen una gran autoridad moral.

## Marabús en África Occidental
En ciertas naciones del África subsahariana, "marabú" es un término habitual para referirse a un sabio, juez, sacerdote, educador, guardián, narrador de historias, transmisor de mitos, tradiciones y conocimientos como la fitoterapia, la elaboración de pociones mágicas, el uso de plantas medicinales y la medicina alternativa. En algunos países del África negra, los marabús son personajes misteriosos y místicos, a los que se atribuyen múltiples poderes, una especie de chamanes, a menudo actúan como consejeros de los aldeanos. En el corazón del África más profunda, un marabú es un mago o hechicero que afirma tener poderes de clarividencia y curación. Como parte de sus rituales, los marabús practican el sacrificio de animales y elaboran talismanes mágicos. Algunos marabús afirman ser psíquicos y tener poderes especiales, a cambio de una pequeña suma monetaria, aseguran poder resolver cualquier tipo de problema, ya sea este personal, económico, de salud, etcétera. Algunos líderes religiosos de religiones abrahámicas monoteístas los consideran unos charlatanes, sin embargo, aunque sus prácticas mágicas son criticadas por cristianos y musulmanes por igual, estas prácticas y creencias religiosas ancestrales han continuado hasta el día de hoy. La inmigración africana ha llevado esta tradición a Europa y América del Norte, donde algunos marabús anuncian sus servicios como curanderos y adivinos. En el África subsahariana, el uso del término "marabú", se ha extendido a los sacerdotes, cazadores o hechiceros de las religiones tradicionales africanas, que con su magia afirman poder curar varias enfermedades. Los marabús ejercitan libremente sus prácticas, e incluyen entre ellos a curanderos, lluvieros, hechiceros y adivinos, que se dedicaban preferentemente a la sanación, la adivinación y la profecía. Los marabús usan un sistema de numerología basado en las letras del alfabeto árabe. Los marabús, mediante la lectura de ciertos versículos coránicos, imparten bendiciones e invocan a los genios (djinn).
Un morabito (en árabe: مُرابِط) (transliterado: murabit) es un líder y maestro religioso musulmán en África Occidental e (históricamente) en el Magreb. Los morabitos son a menudo estudiosos del sagrado Corán, algunos de ellos son hombres santos errantes que viven de limosnas voluntarias, murshids, maestros de religión y líderes de comunidades religiosas sufíes. En general, el morabito es una persona considerada especialmente virtuosa a la que popularmente se le atribuye una cierta santidad. La misma palabra designa el lugar donde vive un morabito, un lugar parecido a una ermita o la tumba de un morabito, que es objeto de veneración popular. Las sepulturas de estos personajes se convirtieron en centros de peregrinación, ya que en este acto se recibía la barakah (la bendición) del santo bendito sea. Los niños senegaleses han estado aprendiendo de los morabitos en las escuelas coránicas desde el siglo XI. Algunos morabitos basan sus técnicas en una lectura esotérica del sagrado Corán.

## Marabús en Europa
Los marabús practican el sincretismo religioso; dan consejos y protección
mediante la elaboración de sus propios remedios de influencia animista, elaborando diversos amuletos para sus fieles y seguidores. A pesar de ser personas dedicadas al estudio del Islam, la ortodoxia islámica no acepta fácilmente sus prácticas habituales, así como lo que representan. La explicación que se acostumbra a dar, es que los marabús realizan prácticas tales como (la adivinación, clarividencia, curación, etcétera.)
consideradas como preislámicas y cercanas al paganismo. Según los marabús entrevistados, ellos basan sus técnicas en un conocimiento esotérico del sagrado Corán, es decir, se basan en un sistema de numerología similar al que usa la Cábala judía, además de la lectura de bendiciones y versículos coránicos. Los marabús, practican el sincretismo religioso, dan consejos y ofrecen protección mediante la elaboración de pócimas mágicas y remedios caseros. Los marabús cuentan con un grupo numeroso de seguidores, a los que aconsejan sobre distintas cuestiones relacionadas con sus vidas (religión, amor, salud, trabajo, abundancia, prosperidad, etcétera), a cualquier hora del día o de la noche, a cambio de donaciones monetarias, que constituyen su forma de vida más habitual, de acuerdo siempre con las posibilidades económicas del cliente.

## Muridismo
Amadou Bamba (1853-1927), también conocido como «el siervo del mensajero», fue un líder religioso morabito de Senegal y fundador del muridismo, una de las mayores cofradías musulmanas de Senegal. Bamba fue un líder místico y religioso que escribió una cantidad prodigiosa de poemas y tratados sobre meditación, rituales, trabajo y estudios del sagrado Corán. Amadou Bamba lideró una lucha pacífica contra el Imperio colonial francés.

## Baye Fall
Uno de los discípulos más célebres de Amadú Bamba fue el jeque Ibrahima Fall, quien creó una comunidad denominada Baye Fall (Baay Faal), que sustituye el trabajo manual, la mendicidad y la abnegación por una piedad más común que incluye la práctica de las plegarias y el ayuno, lo que le ha válido las críticas de una parte del resto de musulmanes. Debido a sus cabellos largos y sus rastas, se les confunde fácilmente con los rastafaris. Un famoso discípulo de Bamba, Ibrahima Fall, era conocido por su dedicación a Dios y consideraba el trabajo como una forma de adoración. Fall fue quien introdujo la conducta con la que un discípulo debe interactuar con su Jeque. Ibrahima Fall fue responsable de guiar a muchos de los seguidores de Bamba y a los nuevos conversos del Islam. Sus seguidores fueron los precursores de un subgrupo de la hermandad muridita conocida como Baye Fall (en wolof: Baay Faal) muchos de los cuales sustituyeron las habituales devociones musulmanas por el trabajo duro y la dedicación a su morabito.
Sheikh Ibrahima Fall fue uno de los primeros discípulos de Amadou Bamba y uno de sus más ilustres alumnos. Fall catalizó el movimiento muridita, dirigió todo el trabajo laboral de la hermandad muridita y cambió la relación entre los talibes (discípulos) muriditas y su guía, Amadou Bamba. Fall instituyó la cultura del trabajo entre los muriditas con el concepto de ("cosechas lo que siembras"). Ibra Fall ayudó a Amadou Bamba a expandir el muridismo, en particular con el establecimiento del movimiento Baye Fall por parte de Fall. Por esta contribución, Serigne Fallou, el segundo califa y líder después de Amadou Bamba, lo llamó "la luz del muridismo".  Además, Ibrahima Fall obtuvo el título de: باب المريدين Bab al-Murīdīna, "Puerta de los muriditas".
Los miembros de Baye Fall visten ropas de colores, llevan el pelo largo con unas rastas llamadas "dreadlocks" que decoran con adornos hechos en casa. También llevan garrotes y actúan como guardias de seguridad en las peregrinaciones anuales a Touba. Las mujeres van cubiertas y usan joyas decorativas hechas a mano. En los tiempos modernos, el trabajo duro a menudo es reemplazado por miembros que deambulan por las calles pidiendo donaciones financieras para su morabito. Varios Baye Fall son músicos talentosos. Un miembro destacado de Baye Fall es el músico senegalés Cheikh Lô.

## Sincretismo religioso
La difusión de los marabús en el África subsahariana entre los siglos VIII y XIII creó en algunos lugares una mezcla con los sacerdotes, hechiceros, curanderos y lluvieros preislámicos. De ahí que muchos adivinos y autodenominados guías espirituales asuman el nombre de «marabú» (una práctica rechazada por los musulmanes de las hermandades sufíes) siendo más bien en cambio como una especie de curanderos. En el África subsahariana, el uso del término se ha extendido a los sacerdotes, lluvieros, curanderos y brujos de ritos animistas tradicionales, como los hechiceros del vudú o la religión yoruba, que cobran por usar sus presuntos poderes para curar a sus pacientes de dolencias o para ayudar en cualquier otra acción social con ayuda de talismanes mágicos y ofrecen supuestas soluciones para la infelicidad. Aunque este uso es abusivo, en tanto se relaciona con prácticas que tienen muy poco que ver con la religión del Islam, este uso se ha convertido en una práctica común. Estas prácticas mágicas son criticadas por los musulmanes, pero nunca han dejado de existir hasta el día de hoy. La reciente diáspora de africanos occidentales (a París en particular) ha llevado esta tradición a Europa e incluso a América del Norte, donde algunos marabús anuncian sus servicios como adivinos. Se cree que un eshu de quimbanda llevó esta profesión mágica y esotérica hasta Brasil. Los marabús contemporáneos en Senegal se anuncian en televisión y tienen líneas telefónicas directas.Como nota curiosa cabe mencionar que en agosto de 2022, Matthias Pogba acusó a su hermano, Paul Pogba, de haber contratado a un marabú para que Kylian Mbappé se lesionara.